# 4707 Khryses
A 4707 Khryses (ideiglenes jelöléssel 1988 PY) egy kisbolygó a Naprendszerben. Carolyn Shoemaker fedezte fel 1988. augusztus 13-án.